# Zibovnik
Zibovnik este o localitate din comuna Cerknica, Slovenia.